# マンデラ (ケニア)
マンデラ(英語、スワヒリ語：Mandera、ソマリ語: Mandheera)は、ケニアの北東州にある都市。人口は約11万人（2019年）。マンデラ県の行政中心都市。エチオピア、ソマリアとケニアの3国の国境が接する点（三国国境）の近くにある。
乾燥地帯にあり、2005年後半には旱魃を原因とする猛烈な飢饉に見舞われた。ソマリ族が多く住むのが特徴で、ハウィエ氏族のムルレ、ラハンウェイン氏族のガッレ、ダロッド氏族のマレハンなどが挙げられる。ソマリ族の主要氏族は5つあると言われるが、シェークハールのように帰属がはっきりしない支族も住む。

## 気候
マンデラの気候区分は乾燥帯に当たる。気温は年を通じて高い。日中の気温は30℃を超え、夜間の最低気温も20℃を上回る場合が多い。降水量は非常に低く、旱魃も起きやすく、遊牧民の家畜も被害を受けやすい。

## 近年の動向
マンデラは内戦中のソマリアのすぐ隣に位置し、ソマリ族の住民も多いため、時々その影響を受けた事件が発生している。また、住民の内、ソマリ族のラハンウェイン氏族に属するガッレ支族と、ハウィエ氏族に属するムルレ支族との対立も深刻である。両支族の対立は、元々は放牧に関する水場争いが原因である。
1980年代の始め、ガッレ支族とムルレ支族の間で激しい争いが生じている。この影響で、東西2地区に分けられていたマンデラ県の選挙区に新たに中央区が設けられることになった。
国境なき医師団は1996年からマンデラで活動を続けているが、2003年7月に正体不明の襲撃を受け死亡者が発生し、撤退している。
2004年にはガッレ支族とムルレ支族で再び争いが起こり、30名が死亡している。それぞれの支族は隣国ソマリアにいる同族と同盟を結び、それが争いに拍車をかけている。
2005年には大規模な干ばつが発生し、2006年6月のケニア保健省とユニセフなどの調査によると、マンデラを始めとする遊牧民居住地区が、WHO基準の「緊急事態」よりもひどい栄養状態に置かれていることが判明した。
2008年10月25日から28日にかけて、マンデラを拠点とする民間武装勢力の武装解除をするため、ケニアの軍と警察の共同作戦が行われている。ヒューマン・ライツ・ウォッチはケニア政府側勢力が民間人数千に対して拷問や婦女暴行を行ったと主張しているが、ケニア警察はこれを否定している。
2009年7月18日にはNGOの職員3人がマンデラからソマリアに一時拉致される事件が発生している。
2011年2月23日、マンデラにおいてソマリアのイスラーム武装勢力アル・シャバブとソマリア暫定連邦政府との間で戦闘が行われ、アル・シャバブはケニア軍とも戦闘を行っている。